# سید احمد موسوی (سیاستمدار)
سید احمد موسوی (زاده ۱۳۴۰) سیاستمدار و حقوقدان اهل ایران است که نماینده حوزه انتخابیه اهواز در دوره‌های سوم، چهارم و هفتم مجلس شورای اسلامی بوده‌است.  
موسوی در سال ۱۳۶۷ بعنوان جوان‌ترین نماینده مجلس به نمایندگی از مردم اهواز وارد مجلس شورای اسلامی شد.
وی بعد از معاونت رئیس‌جمهور و سفیری در خرداد ۱۳۹۱ به سمت رئیس سازمان حج و زیارت منصوب شد.
موسوی پس از معاونت ریاست‌جمهوری، سفیر جمهوری اسلامی ایران در (سوریه) شد.
حذف «سهمیه‌های خواص» در حج ابراهیمی و افزایش سهمیه حج در همان سال با وجود کارشکنی‌ها از اهم اقدامات وی در دوره ریاست سازمان حج و زیارت کشور بود.
گفته می‌شود بیش از ۱۱ درصد ظرفیت حج عمره به سهمیه‌ها اختصاص می‌یافت. حدود ۱۲۰۰۰۰ سهمیه عمره   حذف شد. این تعداد، سهمیه نهاد ریاست‌جمهوری ودیگر سازمان‌ها بود. موسوی همچنین دوگانگی بین بعثه و سازمان حج و زیارت را یکی از موضوعات مهم سازمان حج و زیارت می‌دانست.

## کتب و مقالات
تألیف سه جلد کتاب به نام‌های «مسئولیت مدنی ناشی از مالکیت و نگهداری اشیاء» و «ایجاب و قبول در عقد» که به زبان عربی نیز ترجمه شده‌اند. وکتاب شفعه و وصیت در حقوق مدنی ایران و فقه امامیه می باشداز جمله مقالات وی نیز می‌توان به، الزامات و مبانی قراردادها، الزامات و مبانی خارج از قرادادها، جایگاه اضطرار در حقوق، آثار اشتباه در حقوق، اخلاق کاربردی، سلسله درسهای تفسیر قرآن و سلسله درسهای اخلاق برای خلبانان و نیروهای هوایی اشاره کرد.
دیدگاه بزرگان 
- ----------
بسم الله الرحمن الرحیم
سپاس خدای منان را و برترین و تمام ترین سلام و درود بر سرور پیامبران و پیشوای فرستادگان سرور ما محمد و بر خاندان پاکش و یاران برگزیده اش اما بعد:
وقتی بخواهیم درباره مردی تبارمند که شرافت و کرامت نسبش او رابه ستیغ و بلندی قله دانش و صفای روح می رساند ، سخن بگوییم متحیر یم و در می مانیم که چگونه میوه های فکری ، فرهنگی و معنوی اش را توصیف نمائیم.
خداوند متعال به علامه شریف  عالی جناب الشیخ احمد موسوی ( حفظه  ربی ورعاه ) خداوند زیبندگی علم و شکوه حکمرانی توامان به او  بخشیده است او جمال علم وجلال مدیریت خداوند دراو جمع کرده . چه ، وی هم استاد برجسته دانشگاهی است هم مشاور سیاسی و سفیر فوق العاده . از این رو در کردار ، اندیشه ، گفتار و رفتاروسلوکش با سایرین تمایز دارد. چون سخن گوید شنوندگان مجذوب وی می شوند ، وقتی مشورت می دهد مانند بهترین امانتدار در بخشش پند و اندرز سنگ تمام می گذارد.
وی را از نزدیک شناخته ام .. وفاداری راستین ، هیبت علما و دانشمندان و حکمت سیاستمداران جملگی در وی یافته ام . پست و مقام نه تنها وی را از ارتباط همیشگی با خدا و عشق به پیامبر و اهل بیت سرگرم نساخته بلکه وی آن را در جهت حسن رابطه با پروردگار و عشق و بالندگی خدمت به مردم به کار برده است .. در تحکیم پل های اخوت ، صداقت محبت و پاکی در محور خیر خواهی و ترسیم تاریخ نوین منطقه و مقابله با اشغالگری و ستم و گسترش خیر و امید و صلح سر از پا نمی شناسد. محصول فکری ، فرهنگی و سیاسی اش ثمره تلاش صادقانه و خستگی ناپذیر اوست.
وی به قصد تحصیل علم و دانش نزد مراجع راستین و بزگوار تلمذ یافت ، سپس به کتاب الهی روی آورد تا در سفر از کشوری به کشوری دیگر در نشانه های هستی بیاندیشد و بر دانش خود بیافزاید ... سر انجام وقتی در این سرزمین ( سوریه ) رحل اقامت افکند در برادران هم نوع خود چونان کتابی دید که از لابه لای صفحات آن می توان به عظمت آفرینش الهی پی برد.
حاصل این تلاش خستگی ناپذیر همین صفحات است که وی امروز به عنوان رهاورد عمر با برکتش به صورت دسته گل به برادران و دوستداران و همنوعان خود تقدیم می دارد آیات هستی با حرکت از کشوری به کشور دیگر و از کشوری به کشور دیگر در جهت افزایش دانش و تعالی در کار و پس از آن، لنگرهای خود را برپا کرد و بادبانی را برای خواندن کتاب مقدس در دیدار با برادرانش نصب کرد این صفحاتی که امروز به ما تقدیم می کند از خرمن عمر پر برکتش است و به صورت دسته گلی برای تقدیم به برادرانش جمع آوری کرده است  و زبان حال وی می گوید : این محصول عمر و تجربه کسی است که در گلزار قرآن کریم زیسته ، از نور حیات جدش پیامبر اکرم (ص) الهام گرفته و از عطر نهج البلاغه خاندان عترت و طهارت استشمام کرده است.
خدای منان وی را در راه خیر موفق بدارد و از جمله کسانی قرار دهد که صادقانه پرچم الهی را برافراشته و رسالت جامع امت را به دور از تعصبات مذهبی و فرقه ای به سر منزل مقصود برساند. باشد که امت ما با ایمان خویش بهترین امت ها و با اسلام خویش سرور ملت ها و با نیکوکاری خویش الگوی جهانیان پایدار بماند.      خداوند وی موفق و گامهایش را استوار گرداند
دمشق 8/05/1432 ه برابر با 11/14/2011 -22/01/1390 ه ش
مفتی کل- رئیس شواریعالی صدور فتوا- جمهوری عربی سوریه- دکتر احمد بدرالدین حسون
بسم الله الرحمن الرحيم
تشرفت بلقائه اول مره في سفاره الجمهوريه الاسلاميه الايرانيه بدمشق لقد لفت انتباهي وشدني اليه شاب معمم تدل عمامته على نسبه و تفصح عن سيادته.طلعته مهابه .وابتسامته دائمه.شخصيته جذابه ومحببه ونظرته تنم عن ذكاء فطري وهمه عاليه مجد في عمله مبدع في ادارته دبلوماسي ماهر وسياسي محنك فقيه في الدين والقانون خبير في الشؤون الدوليه تلميذ نجيب من تلامذه الامام الخميني رضي الله عنه ترعرع   في دوحه ال البيت وتخرج من مدرسه الحسين  بن علي عليه السلام مثال للشباب المسلم نموذج للجيل الثوري من ابناء الجمهوريه الاسلاميه الايرانيه غيور على الاسلام محب للفلسطينيين مدافع عن المجاهدين اتمنى له التوفيق والسداد   
                                                                 المجاهداحمد جبريل
الامين العام للجبهه الشعبيه لتحرير فلسطين القياده العامه تاريخ 25 ربيع الاول 1432 هجري الموافق ل٢٠١١/2/28
*****************************

بسم الله الرحمن الرحیم  
برای اولین بار در سفارت جمهوری اسلامی ایران در دمشق به زیارت او مفتخر شدم که توجه مرا جلب کرد جوان عمامه پوشی که عمامه اش نشان دهنده نسب اوست و نشان دهنده سیادت اوست به سوی او جلب شد و چهره اش با شکوه است. و لبخندش ماندگار است.شخصیتی جذاب و دوست داشتنی است و نگاهش نشان دهنده هوش ذاتی و عزم بالاست. در کارش جدی است .و خلاق در مدیریتش.یک دیپلمات ماهر.سیاستمدار کارکشته، حقوقدان وفقیه، متخصص در امور بین الملل  ، شاگرد بزرگوار امام خمینی رضی الله عنه، بزرگ شده در دوحه وساحت ال  البیت و فارغ التحصیل مدرسه الحسین بن علی علیه السلام، الگوی جوانان مسلمان، الگوی انقلابیون از   فرزندان جمهوری اسلامی ایران غیور است بر اسلام، عاشق فلسطین ، مدافع مجاهدین برایش آرزوی موفقیت و موفقیت دارم.
                                                                                  مجاهداحمد جبرئیل
دبیر کل جبهه خلق برای آزادی فلسطین، فرماندهی کل، 25 ربیع الاول 1432 هجری قمری، مطابق با 2011/الف/
بسم الله الرحمن الرحیم
سخنرانی علامه شیخ ارجمند دکتر عبداللطیف صالح فرفور در مقدمه  معرفی دکتر سید احمد موسوی در مسجد سادات-الاقصاب –  دمشق جهت ادای سخنرانی :
در حضور عالی جناب  و صاحب سیادت و بزرگوار و برادر عزیزمان که به خدا سوگند یاد کرده ام –نمیخواهم حالت پرستش و الوهیت در او داشته باشم_ از زمانی که افتخار شناخت او را داشتم، عالمی بینظیر....  . و فقیهی، نه مانند دیگر  فقها.... و استاد بزرگی با ذهن روشن ....و اندیشه و قلم روشن... وراه واندیشه خاص ...
بر او غبطه میخورم  وغبطه خوردن پسندیده و محمود است.....،  واو نیست جز عالی  جناب سفیر کشور  برادر جمهوری اسلامی ایران، استاد احمد الموسوی، سید شریف و  بزرگوار، ، و عالم، فرزند عالم، و پیام رسان ومبلغ ،.... فرزند رسول خدا صلی الله علیه و آله و سلم و یارانش، امروزتحفه وهدیه دهد از کلام بی نظیر و جامع  که همه تشنه و منتظریم از سال تا سال برای سخنان نورانی او، ای سفیر علما و ای عالم سفیران..

بسم الله الرحمن الرحیم
مستهل کلمة الشیخ العلامه الدکتور عبداللطیف  صالح فرفور بتعریف الدکتور سید احمد موسوی فی مسجد جامع السادات الاقصاب – دمشق

بین یدی صاحب السماحة و السیادة و المعالی ... اخینا الحبیب الغالی  الذی والله ... . اقسم یمینا – لااتأله فیه – انی احبه فی الله  منذ تشرفت بمعرفته.
عالم لا کالعلماء ... و فقیه لا کالفقهاء ... و استاذ کبیر صاحب عقل نیر ... و فکر نیر ... و قلم نیر ... و دربة و حنکة...
اغبطه علیها و الغبطة محمودة ... الاوهو : معالی سفیر الجمهوریة الاسلامیة الایرانیة الشقیقة الاستاذ احمد الموسوی ... السید الشریف ابن السید الشریف و العالم ابن العالم و الداعبة ابن الداعیة ... ابن رسول الله صلی الله علیه و سلم و علی آله و اصحابه ... فلیتحفنا الیوم بکلمته الفاذة الجامعة.
فنحن جمیعاً متعطشون و منتظرون من العالم الی العام لکلماتک الوضاءة یا سفیر العلما و یا عالم السفراء ...  
------
بسم الله الرحمن الرحيم 
قمر اطل متوجا بعمه جده الرسول الاكرم صلى الله عليه واله وسلم ليشرق في بلد الصمود والمقاومه  سوريه الحبيبه سفيرا عن الاسلام المحمدي الاصيل المجسد في ايران البطوله والفداء والتقدم والازدهار شاب ناضل في الميادين المختلفه السياسيه منها والثقافيه كما كافح في ميدان الجهاد والنضال في معترک الحق والباطل حينما تكالبت قوى البشر على الاسلام الاصيل وقائدها الرباني الامام الخميني قدس سره الشريف جاء والبشر في وجهه وهموم الامه في قلبه ليكون العضد للمظلومين والمحرومين في فلسطين الاباء والجهاد الا وهو السيد الجليل والعالم النبيل الدكتور السيد احمد موسوي دام توفيقه فحياه الله اينما كان و سد خطاه في كل زمان ومكان وله منا كل التقدير والامتنان  لمواقفه النبيله وسجاياه الجليله وبورك له في مستقبل امره كما في ماضيه وايده  ربه في كل ما يفكر فيه انه سميع الدعاء 
ايه الله السيد عبد الصاحب الطاهر الموسوي مسؤول مكتب اهل البيت عليهم السلام الثقافي
*********
بسم الله الرحمن الرحیم
ستاره ای بدرخشید و ماه مجلس شد  عمامه جدش پیامبر اکرم (ص) را چون تاج بر سر نهاده بود تا از کشور پایداری و مقاومت   به عنوان سفیر اسلام ناب محمدی از ایران کشور فداکاری ، ایثار ، پیشرفت ، و شکوفائی بر سوریه عزیز بتابد. وی جوانی است که کارنامه مبارزاتش نه تنها در عرصه های گوناگون سیاسی و فرهنگی بلکه در میدان های جهاد و پیکار حق علیه باطل در اوج تهاجم نیروهای شرور بر ضد اسلام ناب در دوران رهبری امام راحل (ره) درخشان بوده است . با قلبی مالامال از دل مشغولی های امت اسلامی با رویی گشاده پا به سرزمین سوریه نهاد تا یار و یاور ستمدیگان و محرومان سرزمین جهاد و عزت فلسطین عزیز باشد .. او کسی نیست جز سید بزرگوار دانشمند نجیب دکتر سید احمد موسوی ( دامت توفیقاته )
هر جا که باشد درور خدا نثار وی باد ، خداوند گامهایش را استوار گرداند. مواضع نجیبانه و خصلت ها بزرگوارانه وی شایسته تقدیر و سپاسگذاری ماست خداوند آینده اش را مانند گذشته اش مبارک گرداند و در هر آنچه به آن می اندیشد مؤید بدارد ... انه سمیع الدعا.
آیت الله جناب سید عبدالصاحب الطاهر الموسوی
مسئول دفتر فرهنگی اهل بیت (ع) در سوریه
بسم الله الرحمن الرحیم
ان الدکتور سید احمد موسوی هو من الوجوه المتألقة فی خدمة الجمهوریة الاسلامیة الایرانیة بخصائصه الانسانیة و خصائصه الدینیة و خصائصه الدبلوماسیة و ندعو الله عز و جل ان یزیده توفیقا و رضوانا فی خدمات متواصلة منتامیه لهذه الدولة المبارکة انشاء الله 
الشیخ الدکتور نبیل حلباوی امام مقام السیدة رقیة علیها السلام
*******
دکتر سید احمد موسوی با ویژگی های انسانی، دینی و ویژگی های دیپلماتیک یکی از چهره های درخشان در خدمت نظام مقدس جمهوری اسلامی ایران است و از خداوند متعال توفیق و رضایت بیشتر ایشان را در ادامه راه مسالت توسعه خدمات به این کشور داریم.  مبارک انشاالله. شیخ دکتر نبیل حلباوی امام جماعت حرم خانم رقیه سلام الله علیها
--------
بسم الله الرحمن الرحيم 
كما ان الحياه وقفه عز من اجل الحق. كذلك هو التاريخ رجال يعملون بدون راحه من اجل عزه الامه وكرامتها ولعلك تتعرف على كثير من الاشخاص ولكن ان تتعرف على رجل هیهات.... 
يقول الله عز وجل في كتابه الكريم (ولتعرفنهم بسيماهم )....عندما تجالس السيد احمد موسوي سفير الجمهوريه الاسلاميه الايرانيه في دمشق يشد انتباهك بشخصه الكريم وعمامته السوداء وعينيه الوقادتين وتقاسيم وجهه الذي تزينه ابتسامه رقيقه فيجذبك اليه . فاذا لامست حديثه. بهرك بفكره وسعه اطلاعه وان نظرت لعمله . جعلك تقرا هذا العالم بوضوح ودقه اكثر فاكثر فلا عجب كونه مستشارا لرئيس الجمهوريه استثنائی كفخامه الدكتور احمدی النجاد وقد اوكل اليه تمثيل بلاده في منطقه شديده الحساسيه بصارعها مع العدو الصهيوني في ظروف صعبه ومعقده حيث قلت فيه الرجال واشتد الوطيس
ان سماحه السيد احمد هو نموذجا للتوافق على العمل لعزه الامه ووحدتها وهنيئا لمن تعرف اليه 
الشيخ الدكتور العلامه عبد الناصر جبري رئيس معهد الدعوه الجامعي للدراسات 
بیروت-لبنان

بسم الله الرحمن الرحیم
همانگونه که زندگی در ایستادگی شرافتمندانه بر سر برپائی حق خلاصه می شود ، تاریخ نیز مردانی را که به طور خستگی ناپذیر برای سربلندی و کرامت امت تلاش می کنند ، از یاد نمی برد . شما چه بسا با انسانهاو مردان فراوانی آشنا شوید ولی به ندرت با یک مرد واقعی آشنا شده اید . خوشا به حال کسی که با وی آشنا شوند ؟!.. خداوند می فرماید : " فلعرفتهم بسیماهم" وقتی با سید احمد موسوی می نشینید یا وی به شما نگاه کند شخصیت بزرگوارش با آن عمامه سیاهش ، چشمان تیز بینش ، خطوط چهره اش و لبخن دلنشینش شما را شیفته خود می سازد . چون سخن گوید با فکر سترگ و اطلاعات وسیعش شما را مبهوت می سازد. وقتی به کردارش نگاه کنید چشم انداز گسترده ای از جهان فراروی شما قرار می گیرد اینگونه جای شگفتی باقی نمی ماند که چرا وی مشاور استثنائی رئیس جمهور شده است. آن هم منطقه ای که به علت کشمکش با دشمن صهونیستی و در شرایط سخت و پیچیده بسیار حساس گشته است . در دورانی که مردان واقعی کمیاب اند و کارزار به اوج رسیده است و حضرت سید احمد موسوی مرد زمانه ای است که مردان واقعی به ندرت در آن پیدا می شوند آشنایی با وی موجب مسرت است بیایید دوشادوش وی در جهت عزت و وحدت امت اسلامی تلاش کنیم.
شیخ دکتر عبدالناصر الجبری 
رئیس مرکز دانشگاهی مطالعات اسلامی الدعوه 
بیروت - لبنان
..........نعمتی در سوریه از آن برخوردار هستیم این است که مراجع ذیربط در جمهوری اسلامی ایران در گزینش سفیر شایسته از نظر سیاسی و دینی برای اعزام به این کشور اهتمام فراوان ورزیدند . اکنون ما در مقابل سفیری قرار گرفته ایم که پیش از آنکه سفیر باشد یک روحانی است. وی پس از فراغت از تحصیل در حوزه ، مسئولیتهایی بر عهده داشته که وی را لایق و برازنده منصب سفیر این انقلاب پرآوازه بویژه در کشور های اسلامی ساخته است. او کسی نیست جز دکتر سید احمد موسوی .. آری ، وی برای چندین دوره نماینده مرد م در مجلس شورای اسلامی و عهده دار منصب های بلند پایه بوده است .  دکتر موسوی در عین حال با تدریس در دانشگاه و ایراد سخنرانی های علمی و غیره از دانش اندوزی غفلت نورزیده  است . آنچه در سوریه از ایشان لمس کرده ایم اینکه ایشان در خدمت به مردمی که سفیر آنان است و ملتی که سفیر برای آنان است احساس مسئولیت می کند . از این رو در انجام فعالیت ها و تلاش ها از طریق ارائه سخنرانی و ملاقاتها در سطوح مختلف سخت می کوشد. وی همواره میان تحلیل های سیاسی ، لرزشهای دینی و ملزومات سیاسی می آمیزد و در سخنرانی های مذهبی ، تحلیل های سیاسی و اجتماعی را چاشنی مطالب خود می کند. وی با روی گشاده و فروتنی افراد دور و نزدیک را به حضور می پذیرد و از این رهگذر توانسته است در بین آشنایان جایگاه والایی بیابد. در سخنوری ، وقار و صراحت بیان وی مشهود است و در خطوط چهره اش عشق و اخلاصی به چشم می خورد که از تکلف و نخو به دور است ..  خداوند ایشان را محفوظ مؤید بدارد و گامهایش را استوار گرداند.
ایت الله سید مجتبی حسینی
نماینده امام خامنه ای رهبر انقلاب اسلامی ایران در سوریه.

## سوابق اجرایی
عضو هیئت علمی و مدرس رشته حقوق در دانشگاه‌های تهران و اهواز وقم 
سابقه حضور بیش از ۵ سال در جبهه‌های نبرد حق علیه باطل در جنگ تحمیلی و ماموریت در  لبنان
رئیس شورای عالی حل اختلافات کشور
عضو دفتر مشاورت امور بین‌الملل مقام معظم رهبری
رئیس شورای عالی حقوقی   ستاد اجرایی فرمان حضرت امام (ره)
معاون رییس جمهور در امور حقوقی وپارلمانی ودفتر خدمات حقوقی بین الملل
مشاور عالی رئیس‌جمهوری در امور فلسطین
رئیس عقیدتی سیاسی نیروی هوایی ارتش
عضو کمیسیون امنیت ملی و سیاست خارجه و عضو کمیسیون امور حقوقی و قضایی مجلس شورای اسلامی
عضو هیئت رئیسه سنی به عنوان جوانترین نماینده در دوره سوم
عضو هیئت رئیسه رسمی مجلس در دوره هفتم
رئیس سازمان حج و زیارت کشور 
رئیس کمیته حمایت از انقلاب فلسطین
ریاست دفتر حمایت از مردم فلسطین در قوه مقننه و مجریه
معاون سیاسی امنیتی استان قم
رئیس مجمع جهانی اهل بیت در استان قم
رئیس کمیته پیگیری پرونده امام موسی صدر و ۴ دیپلمات ربوده شده
ریاست کمیته دوستی ایران و یمن، استرالیا، بلغارستان و ونزوئلا
نماینده حاکم شرع در هیئت هفت نفره واگذاری زمین در استان خوزستان